# Phaniola cumatilis
Phaniola cumatilis är en tvåvingeart som beskrevs av Louis-Paul Mesnil 1978. Phaniola cumatilis ingår i släktet Phaniola och familjen parasitflugor.
Artens utbredningsområde är Madagaskar. Inga underarter finns listade i Catalogue of Life.